# Semisphaeria sigmundii
Semisphaeria sigmundii — вид грибів, що належить до монотипового роду Semisphaeria.